# 나르기스
나르기스(힌디어: नर्गिस, 영어: Nargis, 1929년 6월 1일 ~ 1981년 5월 3일)는 인도의 배우이다. 파드마 시리 서훈자이며, 1967년 내셔널 필름 어워드 여우주연상, 1957년 필름페어상 여우주연상 수상자이다. 볼리우드 사상 최고의 여성 배우 중 한 명으로 여겨진다.

## 출연 작품
- 방랑자 (1951)
- Shree 420 (1955)
- 마더 인디아 (1957)